# Męczennicy pomników
Męczennicy pomników (tyt. oryg. Dëshmorët e monumenteve) – albański film fabularny z roku 1980 w reżyserii Piro Milkaniego.

## Opis fabuły
Film nawiązuje do prawdziwych wydarzeń, które rozegrały się w czasie I wojny światowej. Naukowa ekspedycja austro-węgierska posiada informacje o zabytkach, znajdujących się na terenie dawnego miasta – Apollonii. Ekspert Schnicker, wchodzący w skład ekspedycji zamierza zagrabić wszelkie zabytki znalezione na miejscu. Miejscowa ludność, kierowana przez wiejskiego nauczyciela, próbuje bronić zabytków. Oddział armii austro-węgierskiej przeprowadza egzekucję nauczyciela.
W realizacji filmu wzięli udział jako statyści pracownicy kołchozu Preza w okręgu Tirana.

## Obsada
- Filika Dimo jako etnografka Kepler
- Demir Hyskja jako nauczyciel Andrea
- Petrit Llanaj jako Vangjo
- Aleksandër Pogaçe jako Franc
- Andon Qesari jako austriacki kapitan Hesler
- Kadri Roshi jako Jani
- Shpëtim Shmili jako archeolog Schnicker
- Vani Trako jako ojciec Andreasa
- Josif Koçi jako Stefan
- Miriam Bruçeti jako żona Janiego
- Genc Hasani jako Genti, syn Andreasa
- Margarita Dervishi jako Ana, żona Andreasa
- Albert Verria jako Tasi, sklepikarz
- Ferdinand Radi jako oficer Volf
- Zhani Ziçishti jako Kristofor
- Koço Papadhopulli
- Sokrat Priftuli
- Thoma Rrapi